# Yakamas
Cet article concerne le peuple. Pour la langue, voir Yakama.

La nation des Yakamas (anciennement Yakimas) vit dans l'État de Washington au nord-ouest des États-Unis. Leur réserve s'étend sur 5 260 km2, le long de la rivière Yakima. Aujourd'hui, la nation Yakama est gouvernée par un conseil tribal composé des représentants de 14 tribus et clans.

Les Yakamas dans l'État du Washington (réserve en jaune et peuplement historique en vert).